# ジム・ワード
ジム・ワード（英語: Jim Ward、1976年9月19日 - ）は、アメリカ合衆国の音楽家、歌手、ソングライター。

## 生い立ち
1976年9月19日、アメリカ合衆国のテキサス州・エルパソに生まれる。

## ディスコグラフィー

### アルバム
- 『Quiet in the Valley, On the Shores the End Begins』（2011年）
- 『Daggers』（2021年）[1]